# 俄罗斯普列汉诺夫经济大学
俄罗斯普列汉诺夫经济大学（俄语：Российский экономический университет им. Г. В. Плеханова）是一所位于俄罗斯莫斯科的公立大学。该大学是俄罗斯最大的经济学高等教育机构之一，还是欧洲大学协会的一员。该校有14个系和超过13000名学生。

## 歷史

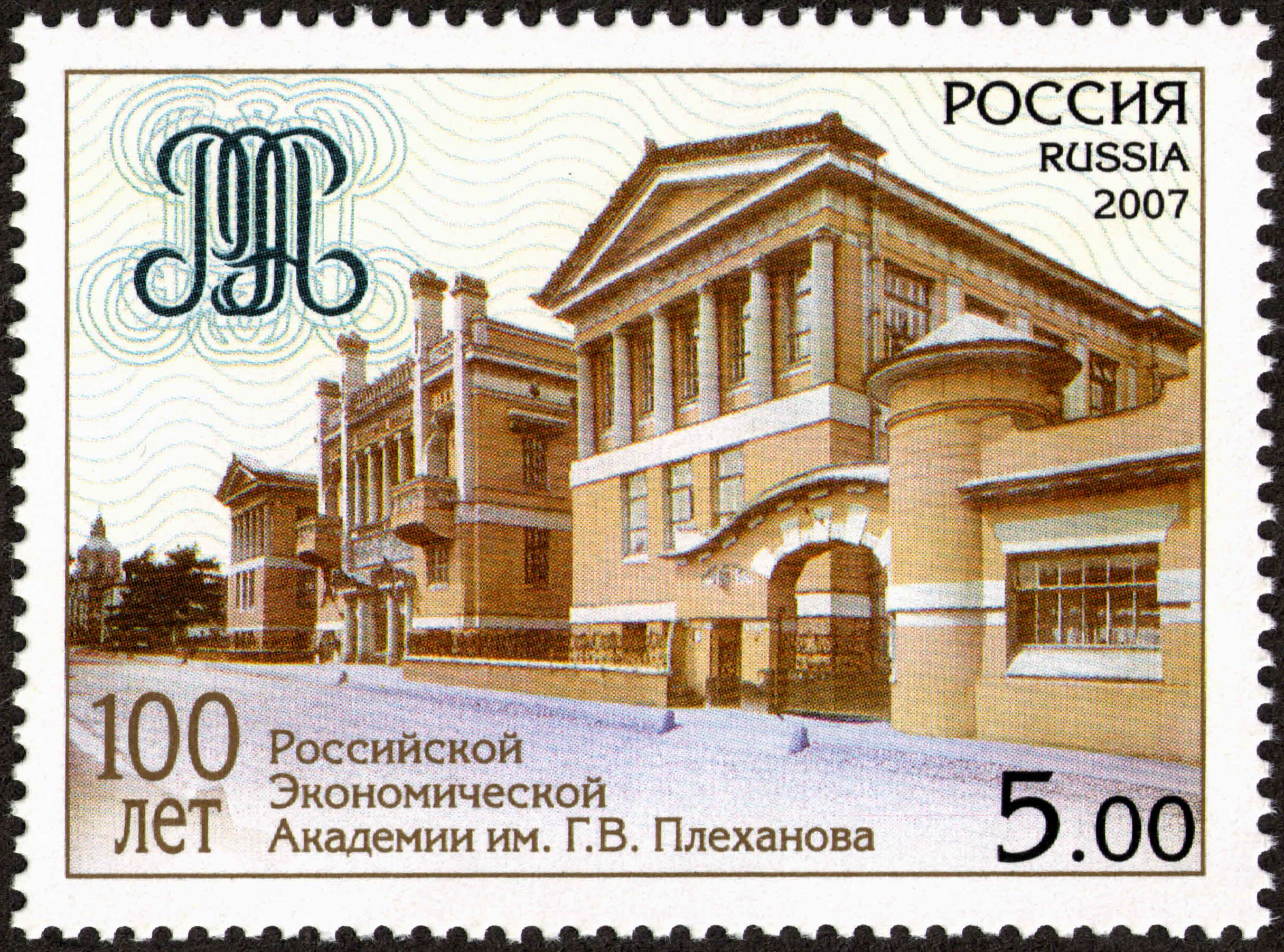
由俄罗斯邮政发行的纪念创校100周年的邮票，图案是旧校舍。

1907年创立，創立時的名稱是莫斯科商科大学。

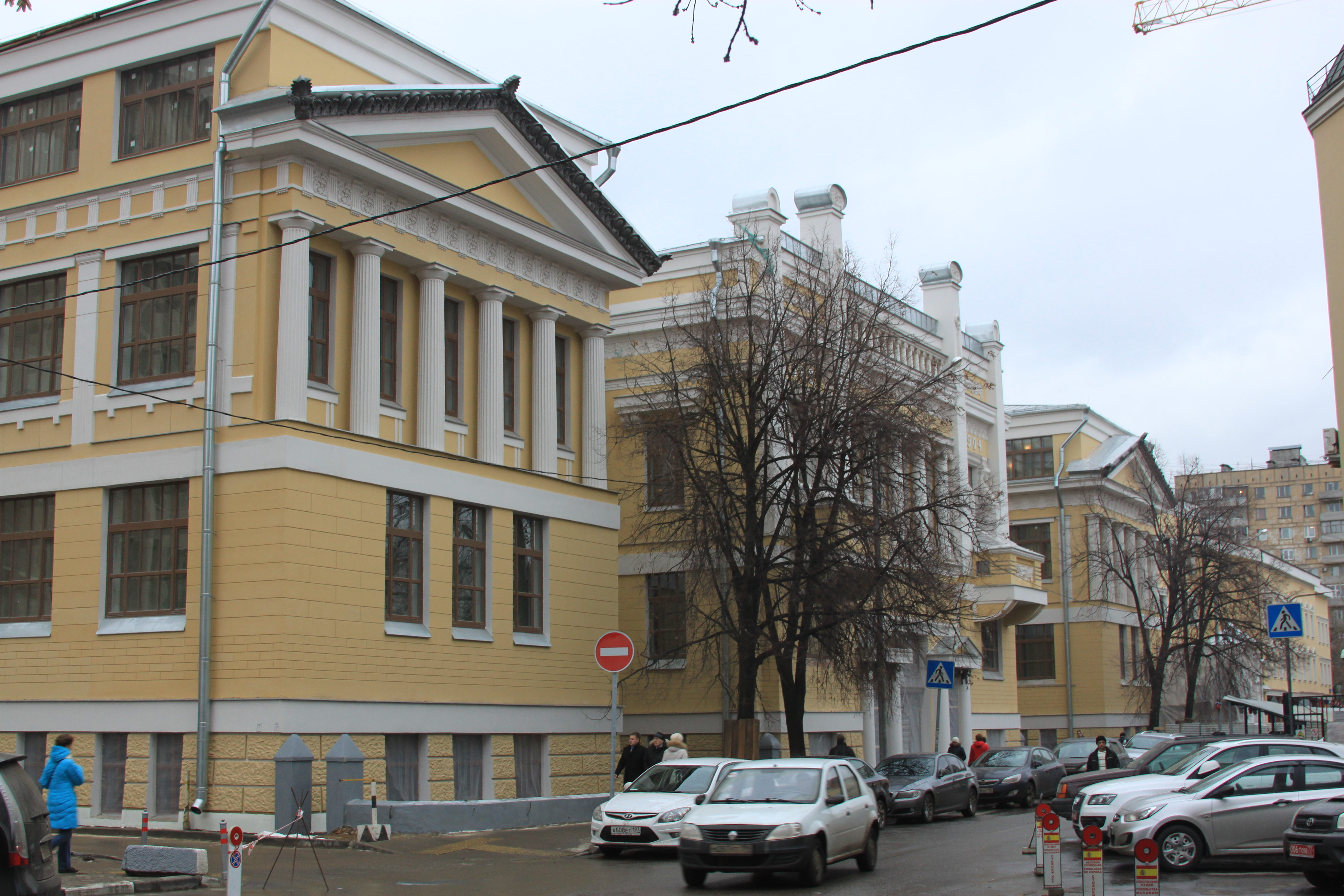
旧校舍

1919年，改稱莫斯科国民经济学院。

## 構成

### 学部
- 經濟経済学部
- 國際經濟關係学部
- 公共服務與勞動與雇用學部（俄羅斯語:Факультет государственной службы, труда и занятости）
- 高等教育準備学部（俄羅斯語:Факультет довузовской подготовки）
- 商学部
- 情報系統学部
- 数理経済学部
- 市場学部
- 財政金融学部
- 法政治学部
- 流通学部